# Syntomiprosopus sucherorum
Syntomiprosopus sucherorum — викопний вид крокодилоподібних плазунів, що існував у пізньому тріасі (219 млн років тому).

## Етимологія
Вид sucherorum названо на честь Скотта та Карен Сачер (Scott and Karen Sucher), які впродовж 22 років допомагали у розкопках у кар'єрі Даунсі.

## Історія
Викопні рештки рептилії знайдено у 2013—2015 роках у відкладеннях формації Чінле у кар'єрі Даунсі на півдні Аризони. Скам'янілості були знайдені під час спільних розкопок Музеєм природничих наук Північної Кароліни (NCSM) та Аппалачським державним університетом (ASU). Було виявлено рештки щелеп, що належали двом особинам.